# 大露營公園
大露營公園是孟加拉國吉大港阿格拉巴德的一座公園，因公園用地本是童軍大露營使用的場地而得名，該用地後來被當地人用來種菜、擺攤，2016年2月，孟加拉国住房与公共事业部開始在此興建公園，於2018年9月完工開放。大露營公園佔地8.55英畝，地面特地加高3英尺以避免積水，共有六個入口，兩座噴水池，園內有數百盞燈，於晚間點亮，形成耀眼的夜景。

## 圖集

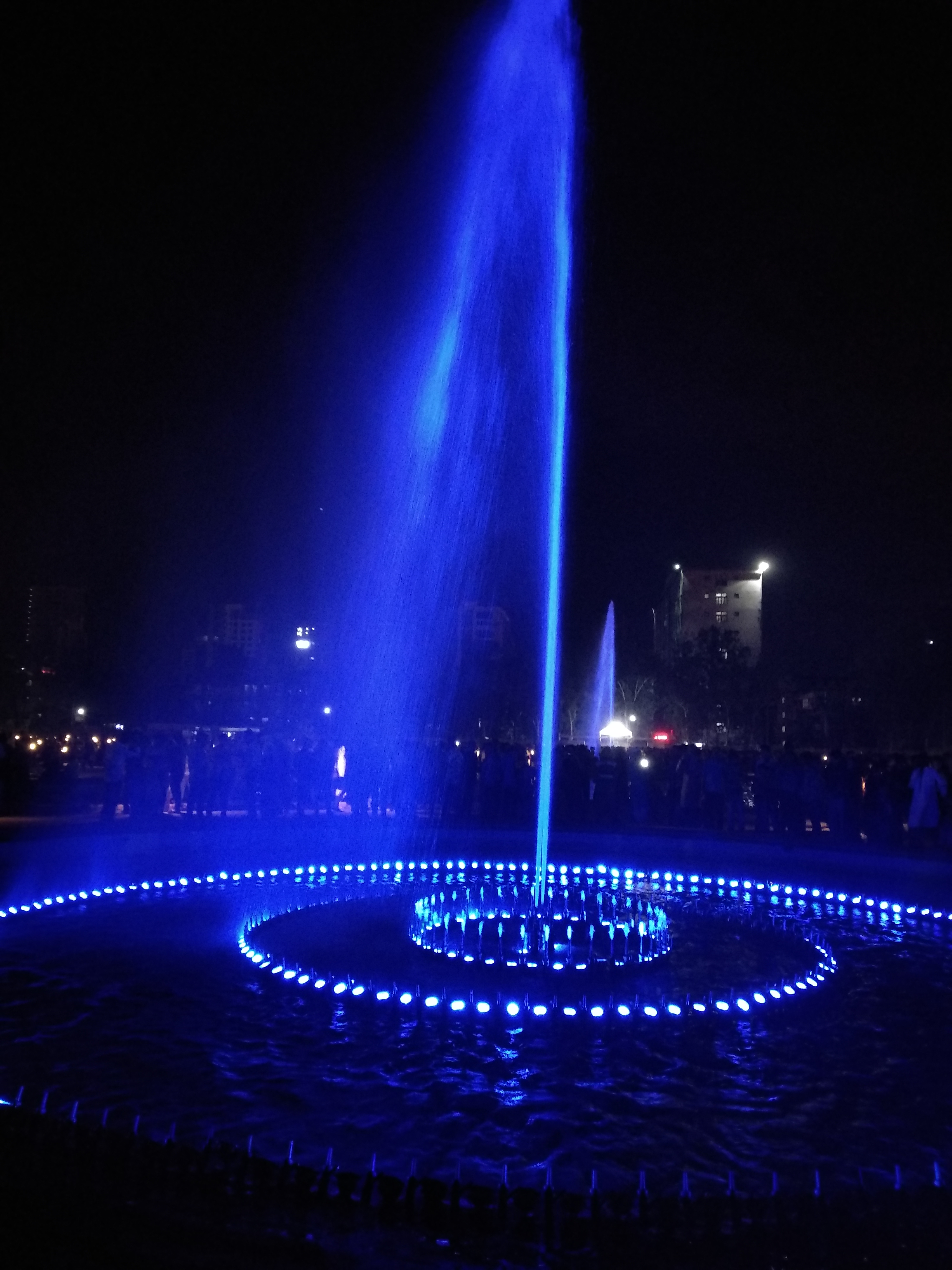
公園中的噴水池
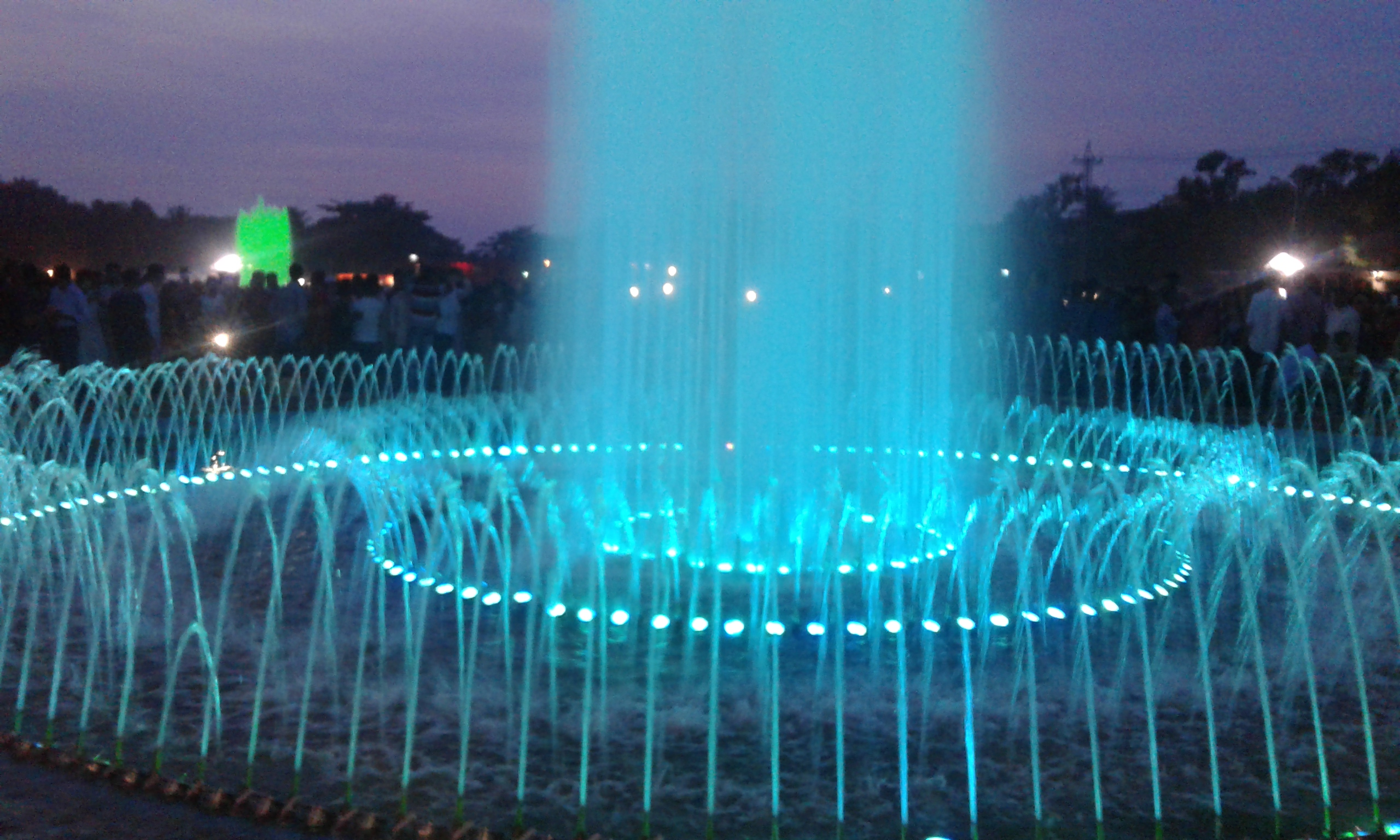
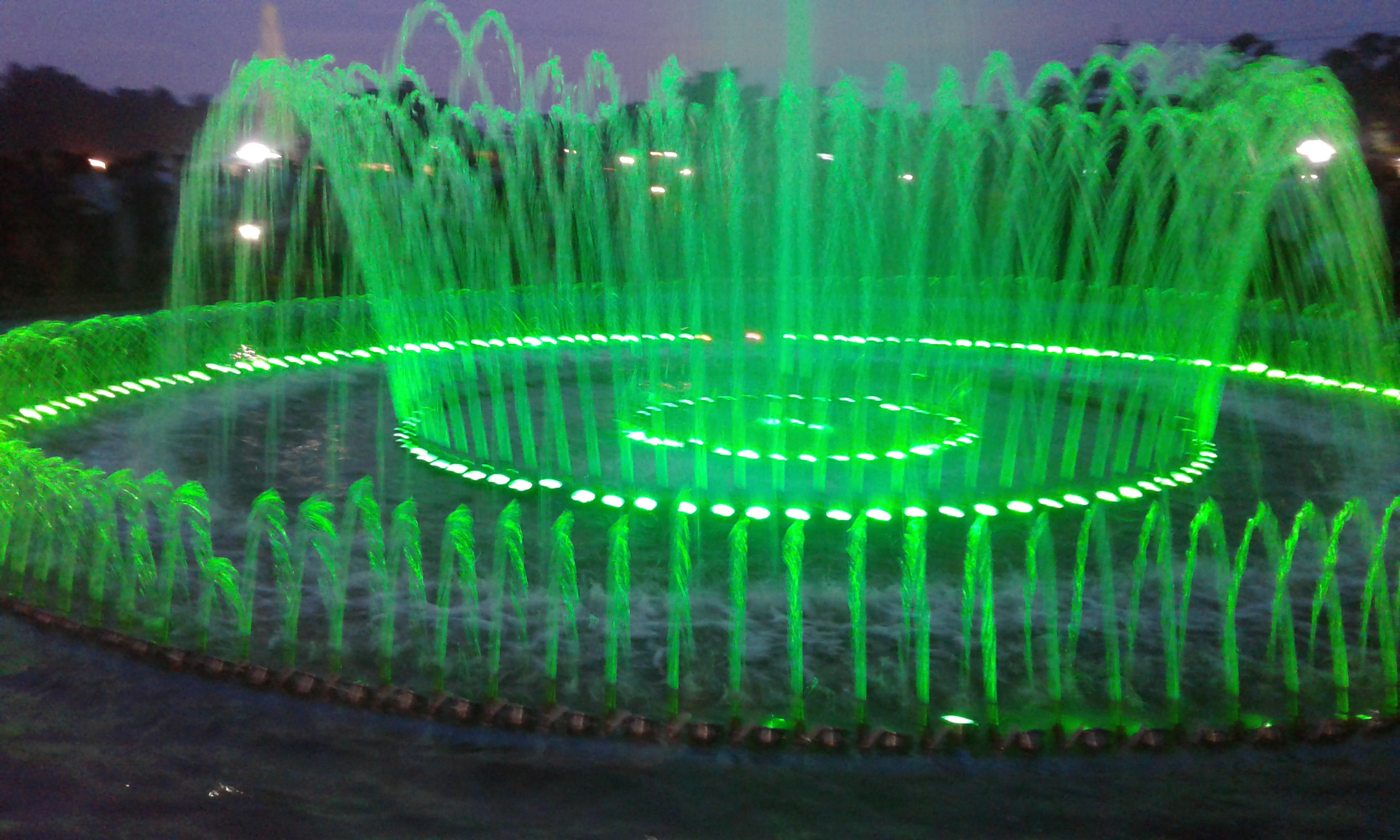
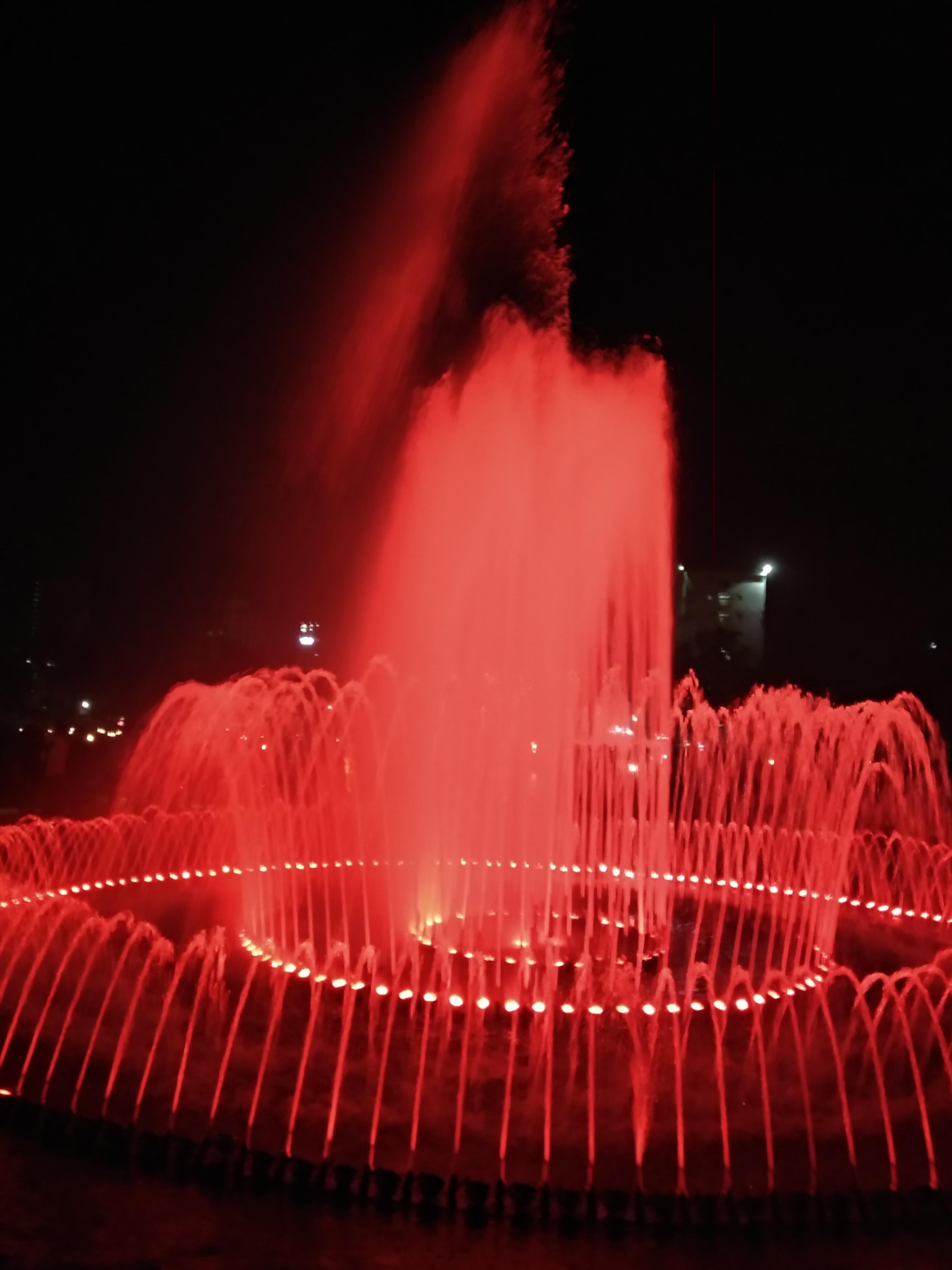
噴水池
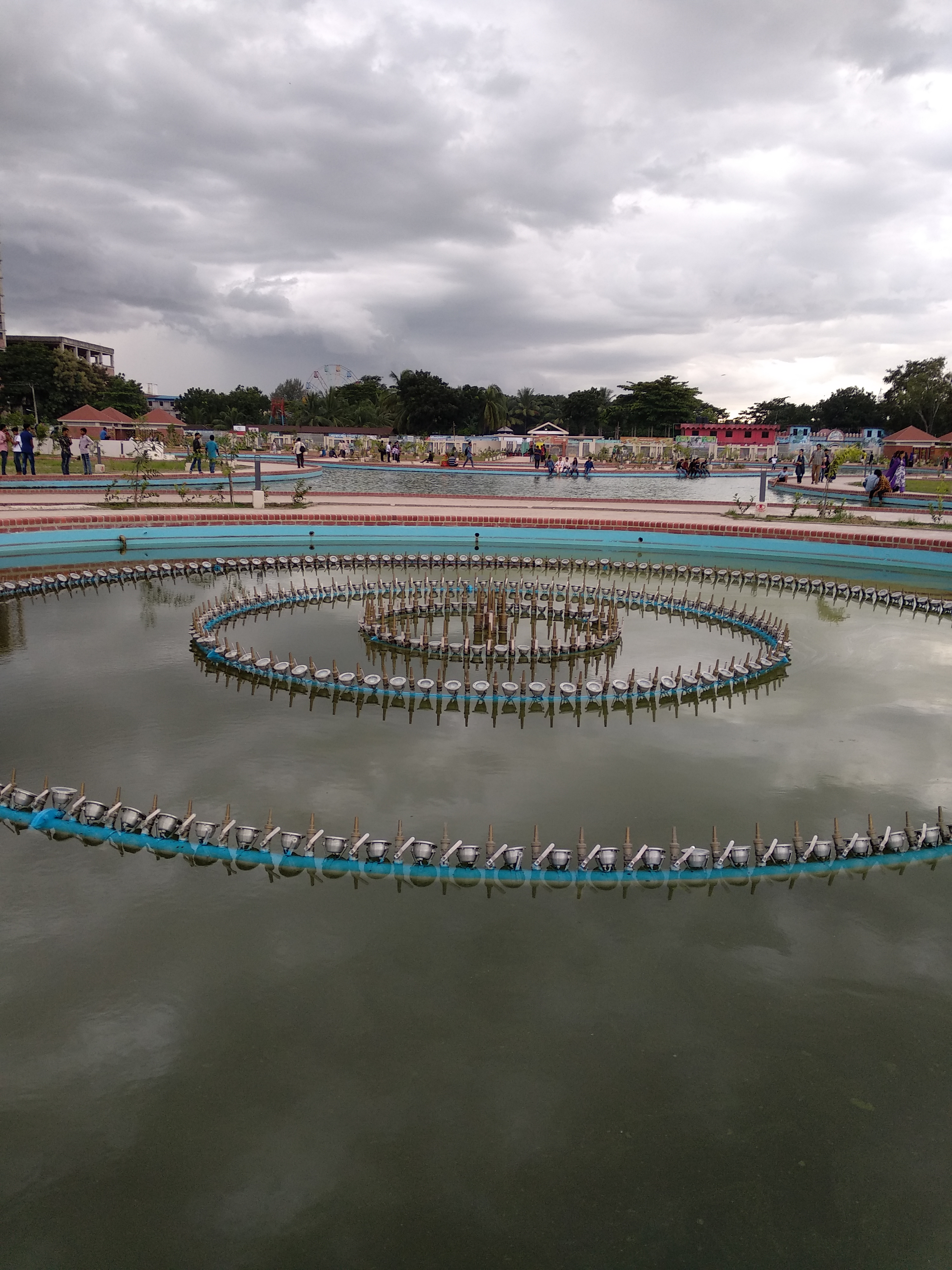
噴水池
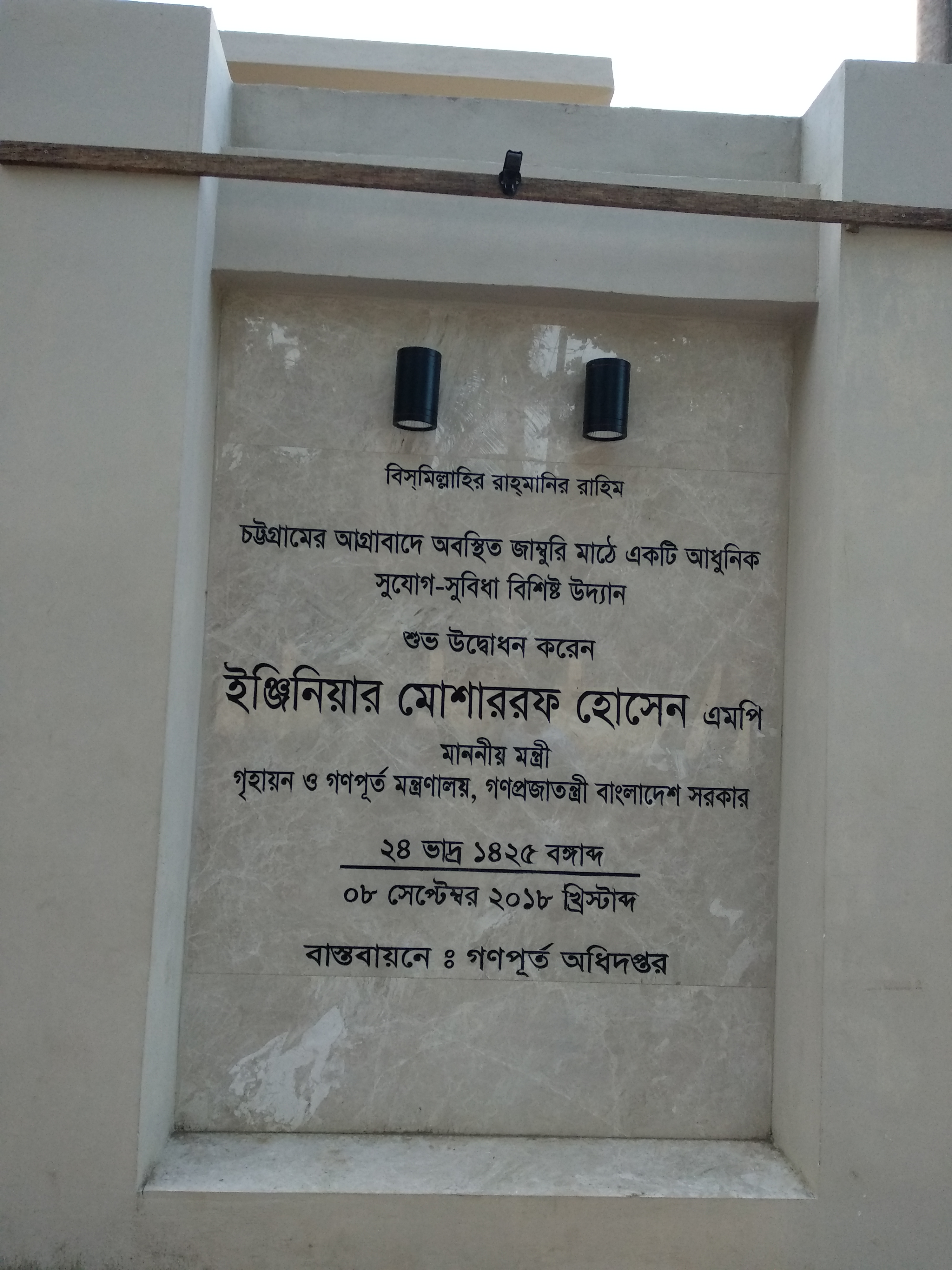
公園牆壁上的說明文字